# La Molina
Pour les articles homonymes, voir Molina.
La Molina (prononcé en catalan : [ɫə muˈɫinə]) est une station de sports d'hiver pyrénéenne située sur la commune d'Alp en Basse-Cerdagne, Catalogne.

## Géographie
La Molina est une station de ski assez grande et confortable située dans le village de La Molina (ca) dans la comarque de Basse-Cerdagne.

## Histoire
C'est un lieu de villégiature hivernal privilégié des Catalans depuis plus d'un demi-siècle.

## Infrastructures
Restaurants, stations-service, garderies, clinique, école de ski, location de matériel, etc.
Au sein des zones à thème, il est possible de pratiquer le kilomètre lancé, les descentes de bosses, le snowboard, le ski de fond, etc. Il est aussi possible de faire des randonnées en traîneau tiré par des chiens, en raquettes ou en quads.

## Voies d'accès
On y accède par la route par Alp ainsi que par les trains de la ligne R3 de Rodalies de Catalunya qui s'arrêtent dans la gare de La Molina.
Cette station est également reliée à la station de ski de La Masella par une télécabine, inaugurée en 1999.

## Cyclisme

### Tour d'Espagne
La Molina a été l'arrivée d'une étape de la Tour d'Espagne 2001. Santiago Blanco y remporta l'étape.

### Tour de Catalogne
La station a accueilli plusieurs arrivées du Tour de Catalogne.
| Édition | Étape                             | Vainqueur de l'étape | Leader du classement général à l’arrivée de l’étape |
| ------- | --------------------------------- | -------------------- | --------------------------------------------------- |
| 2014    | 3e étape (Banyoles - La Molina)   | Joaquim Rodríguez    | Joaquim Rodríguez                                   |
| 2015    | 4e étape (Tona - La Molina)       | Tejay van Garderen   | Bart De Clercq                                      |
| 2016    | 3e étape (Gérone - La Molina)     | Dan Martin           | Dan Martin                                          |
| 2017    | 3e étape (Mataró - La Molina)     | Alejandro Valverde   | Tejay van Garderen                                  |
| 2018    | 4e étape (Llanars - La Molina)    | Alejandro Valverde   | Alejandro Valverde                                  |
| 2019    | 4e étape (Llanars - La Molina)    | Miguel Ángel López   | Miguel Ángel López                                  |
| 2022    | 3e étape (Perpignan - La Molina)  | Ben O'Connor         | Ben O'Connor                                        |
| 2023    | 3e étape (Olost - La Molina)      | Remco Evenepoel      | Primož Roglič                                       |
| 2025    | 3e étape (Viladecans - La Molina) | Juan Ayuso           | Juan Ayuso .                                        |